# أليكساندرين تينيه
كانت أليكساندرين بترونيلا فرانسينا تينيه (وُلدت في 17 أكتوبر من عام 1835 – تُوفيت في الأول من أغسطس من عام 1869) مستكشفة هولندية في أفريقيا وهي أول امرأة أوروبية حاولت عبور الصحراء.

## نشأتها
كانت تينيه ابنة لفيليب فريدريك تينيه وزوجته الثانية، البارونة هينرييت فان كابيلين. كان فيليب تينيه تاجرًا هولنديًا استقر في إنجلترا خلال الحروب النابليونية ثم عاد لاحقًا إلى وطنه، وتزوج من هينرييت، ابنة نائب الأدميرال، ثيودوروس فريدريك فان كابيلين، ووصيفة الملكة صوفيا. وُلدت تينيه وقتما كان فيليب في عمر الثالثة والستين.
تلقت تينيه تعليمها في المنزل وأظهرت براعة في البيانو. مات والدها الثري وقتما كانت في العاشرة من عمرها، تاركًا ابنته المرأة الأكثر ثراءً في هولندا.

## في أفريقيا
غادرت تينيه، برفقة أمها وخالتها، أوروبا في صيف عام 1861 قاصدات منطقة النيل الأبيض. بعد إقامة وجيزة في الخرطوم، سافرت الصحُبة أعلى النيل الأبيض وصرن أُوَل النسوة الأوروبيات اللاتي وصلن غندكرو. أصاب المرض تينيه وكان لزامًا عليهن العودة، ليصلا الخرطوم في يوم 20 نوفمبر. بعد عودتهما مباشرة، التقين بثيودور فون هيوغلين وهيرمان ستودنر وخطط الأربعة للسفر إلى بحر الغزال، أحد روافد نهر النيل الأبيض، بغية الوصول إلى دول «نيام نيام» (أزاندي). غادر هيوغلين وستودنر الخرطوم في يوم 25 يناير، متقدمين بقية البعثة؛ وتبعتهما النسوة تينيه في الخامس من فبراير. كان هيوغلين يُخطط لاستكشاف جغرافي أيضًا، إذ كان في نيته استكشاف المنطقة المجهولة وراء النهر والتأكد من مدى امتداد حوض النيل غربًا. كان ينوي أيضًا تحري التقارير الواردة عن بحيرة شاسعة في وسط أفريقيا تقع شرق البحيرات المعروفة بالفعل، على الأرجح أنها المساحات الشبيهة بالبحيرة في الكونغو الوسطى.
صعودًا من بحر الغزال، بلغوا حدود الملاحة في العاشر من مارس. من مشرا الريك، خاضوا رحلة برية، عبر بحر الجور وإلى الجنوب الغربي بمحاذاة بحر كوسانغو إلى جبل كوسانغو، على حدود بلاد نيام نيام. خلال الرحلة، ذاق كل الرحالة الأمرين بسبب الحمّة. توفي طالب في أبريل وتوفيت والدة تينيه في يوليو، وتبعتهما خادمتان هولنديتان. بعد الكثير من السفر والمخاطر، بلغت بقية الصُحبة الخرطوم في نهاية شهر مارس من عام 1864، وقتما توفيت خالت تينيه، التي بقيت في الخرطوم. دفنت تينيه خالتها وإحدى الخادمتين وجلبت جثة أمها والخادمة الأخرى معها إلى القاهرة. زارها أخوها غير الشقيق، جون تينيه، من ليفربول، في يناير – فبراير من عام 1865، قاصدًا إقناعها بالرجوع إلى الوطن معه. لم تقتنع تينيه ورحل جون حاملًا معه الجثتين وجزءًا كبيرًا من مجموعتها الإثنوغرافية. دُفنت جثة أمها لاحقًا في مقبرة أود أيك دوينين في لاهاي. تبرع جون بمجموعة تينيه الإثنوغرافية للمتحف العام (متحف العالم في ليفربول الآن).
في القاهرة، عاشت تينيه عيشةً شرقية لأربع السنوات اللاحقة، وزارت الجزائر، وتونس، وأجزاء أخرى من منطقة البحر الأبيض المتوسط. فشلت في محاولة لبلوغ طوارق من الجزائر في عام 1868.